# Biserica de lemn din Orgoiești
Biserica de lemn Adormirea Maicii Domnului a fostului Schit Orgoeștii Vechi, este situată în satul Orgoiești, comuna Bogdănești județul Vaslui, în partea de NV a satului, în cimitir.
A fost ctitorită în anul 1750, reparații în anul 1892, transformări în anul 1924 (închis pridvorul, învelită cu tablă, inițial șindrilă), în anul 1925 a fost căptușită cu scândură), iar în anul 1974 i s-a făcut un soclu de ciment. 
Cult ortodox